# Erin Entrada Kelly
Erin Entrada Kelly (Lake Charles, 1977) è una scrittrice statunitense d'origine filippina, specializzata in libri per ragazzi.

## Biografia
Erin Entrada Kelly è nata nel 1977 a Lake Charles, in Louisiana, da Virgilia Sy Entrada, immigrata negli Stati Uniti da Sogod e sposatasi con lo statunitense Dennis Ray Kelly.
Ha conseguito un B.A. in studi femminili e arti liberali alla McNeese State University della città natale e un M.F.A. in scrittura creativa al Rosemont College dove è professoressa di letteratura per l'infanzia.
Ha esordito nella narrativa per ragazzi nel 2015 con il semi-autobiografico Impara a volare che affronta temi quali il bullismo, l'emarginazione e la difficoltà d'integrazione, tematiche presenti anche nelle opere successive dove ragazzi e ragazze sono spesso alle prese con la solitudine e le complicazioni dell'adolescenza.
Vincitrice della Medaglia Newbery nel 2018 con Lettere dall'universo e nel 2025 con The First State of Being, vive e lavora a Filadelfia.

## Opere

### Romanzi
- Impara a volare (Blackbird Fly, 2015), Milano, Rizzoli, 2020 traduzione di Bérénice Capatti ISBN 978-88-17-14414-8.
- The Land of Forgotten Girls  (2016)
- Lettere dall'universo (Hello, Universe, 2017), Milano, Rizzoli, 2019 traduzione di Giuseppina Oneto ISBN 978-88-17-10947-5.
- Fai la prima mossa (You Go First), Milano, Terre di mezzo, 2018 traduzione di Mara Pace ISBN 978-88-6189-493-8.
- Lalani of the Distant Sea (2019)
- We Dream of Space (2020)
- Maybe Maybe Marisol Rainey (2021)
- Those Kids from Fawn Creek (2022)
- Surely Surely Marisol Rainey (2022)
- The First State of Being (2024)
- Felix Powell, Boy Dog (2024)
- On Again, Awkward Again con Kwame Mbalia (2025)
- The Last Resort (2025)

### Serie Maybe Marisol
- Maybe Maybe Marisol Rainey (2021)
- Surely Surely Marisol Rainey (2022)
- Only Only Marisol Rainey (2023)
- Your Turn Marisol Rainey (2025)

## Premi e riconoscimenti

### Vincitrice
- Asian/Pacific American Awards for Literature: 2016-2017 con The Land of Forgotten Girls
- Medaglia Newbery: 2018 con Lettere dall'universo e 2025 con The First State of Being